# Легка атлетика на літніх Олімпійських іграх 1980
Змагання з легкої атлетики на літніх Олімпійських іграх 1980 були проведені з 24 липня по 1 серпня в Москві на Великій спортивній арені Центрального стадіону імені В. І. Леніна.
Олімпійські чемпіони зі спортивної ходьби та марафонського бігу визначались на шосейних трасах, прокладених вулицями міста, проте старт і фініш відбувався на арені.
Представницький рівень у багатьох дисциплінах (особливо, у спринтерських та бар'єрних) зазнав відчутних втрат через бойкотування олімпійських стартів майже 60 країнами на чолі зі збірною США. Позаяк, на олімпіаді було показано багато і по сьогодні видатних результатів, попри низку нарікань на суддівство у окремих дисциплінах. Останні включали, зокрема, незарахування спроб нерадянських атлетів у чоловічому потрійному стрибку, спірне зарахування спроб олімпійського чемпіона Дайніса Кули у метанні списа та неоднозначне трактування окремих спроб у метанні диска.
Найяскравішими виступами були перемоги ефіопського атлета Міруца Їфтера у бігу на 5000 та 10000 метрів, протистояння британців Стіва Оветта та Себастьяна Коу на дистанціях 800 та 1500 метрів, а також 8 світових рекордів (3 у чоловіків та 5 у жінок).

## Призери

### Чоловіки
| Дисципліни                               | Золото                                                                                     | Золото              | Срібло                                                                      | Срібло              | Бронза                                                              | Бронза              |
| ---------------------------------------- | ------------------------------------------------------------------------------------------ | ------------------- | --------------------------------------------------------------------------- | ------------------- | ------------------------------------------------------------------- | ------------------- |
| 100 метрів (вітер: 1,1 м/с)              | Аллан Веллс · Велика Британія                                                              | 10,25               | Сільвіо Леонард · Куба                                                      | 10,25               | Петар Петров · Болгарія                                             | 10,42               |
| 200 метрів (вітер: 0,88 м/с)             | П'єтро Меннеа · Італія                                                                     | 20,19               | Аллан Веллс · Велика Британія                                               | 20,21               | Дон Кверрі · Ямайка                                                 | 20,29               |
| 400 метрів                               | Віктор Маркін · СРСР                                                                       | 44,60               | Рік Мітчелл · Австралія                                                     | 44,84               | Франк Шаффер · НДР                                                  | 44,87               |
| 800 метрів                               | Стів Оветт · Велика Британія                                                               | 1.45,4 (1.45,40)    | Себастьян Коу · Велика Британія                                             | 1.45,9 (1.45,85)    | Микола Кіров · СРСР                                                 | 1.46,0 (1.45,94)    |
| 1500 метрів                              | Себастьян Коу · Велика Британія                                                            | 3.38,4 (3.38,40)    | Юрген Штрауб · НДР                                                          | 3.38,8 (3.38,80)    | Стів Оветт · Велика Британія                                        | 3.39,0 (3.38,99)    |
| 5000 метрів                              | Міруц Їфтер · Ефіопія                                                                      | 13.21,0 (13.20,91)  | Сулейман Ньямбуї · Танзанія                                                 | 13.21,6 (13.21,60)  | Карло Манінка · Фінляндія                                           | 13.22,0 (13.22,00)  |
| 10000 метрів                             | Міруц Їфтер · Ефіопія                                                                      | 27.42,7 (27.42,69)  | Карло Манінка · Фінляндія                                                   | 27.44,3 (27.44,28)  | Мохамед Кедір · Ефіопія                                             | 27.44,7 (27.44,64)  |
| 110 метрів з бар'єрами (вітер: 0,86 м/с) | Томас Мункельт · НДР                                                                       | 13,39               | Алехандро Касаньяс · Куба                                                   | 13,40               | Олександр Пучков · СРСР                                             | 13,44               |
| 400 метрів з бар'єрами                   | Фолькер Бек · НДР                                                                          | 48,70               | Василь Архипенко · СРСР                                                     | 48,86               | Ґері Оукс · Велика Британія                                         | 49,11               |
| 3000 метрів з перешкодами                | Броніслав Маліновський · Польща                                                            | 8.09,7 (8.09,70)    | Фільберт Баї · Танзанія                                                     | 8.12,5 (8.12,48)    | Ешету Тура · Ефіопія                                                | 8.13,6 (8.13,57)    |
| 4×100 метрів                             | СРСР Володимир Муравйов Микола Сидоров Андрій Прокоф'єв Олександр Аксинін                  | 38,26               | Польща Кшиштоф Зволінський Зенон Лічнерський Лешек Дунецький Мар'ян Воронін | 38,28               | Франція Антуан Рішар Паскаль Барре Патрік Барре Ерманн Панзо        | 38,40               |
| 4×400 метрів                             | СРСР Ремігіюс Валюліс Михайло Лінге Микола Чернецький Віктор Маркін Віктор Бураков (забіг) | 3.01,1 (3.01,08)    | НДР Клаус Тіле Андреас Кнебель Франк Шаффер Фолькер Бек                     | 3.01,3 (3.01,26)    | Італія Стефано Малінверні Мауро Зульяні Роберто Тоцці П'єтро Меннеа | 3.04,3 (3.04,54)    |
|                                          |                                                                                            |                     |                                                                             |                     |                                                                     |                     |
| Марафон                                  | Вальдемар Цєрпінські · НДР                                                                 | 2:11.03,0 (2:11.03) | Герард Нейбур · Нідерланди                                                  | 2:11.20,0 (2:11.20) | Сатимкул Джуманазаров · СРСР                                        | 2:11.35,0 (2:11.35) |
| Ходьба 20 кілометрів                     | Мауріціо Дамілано · Італія                                                                 | 1:23.35,5 (1:23.36) | Петро Починчук · СРСР                                                       | 1:24.45,4 (1:24.46) | Роланд Візер · НДР                                                  | 1:25.58,2 (1:25.59) |
| Ходьба 50 кілометрів                     | Гартвіґ Ґаудер · НДР                                                                       | 3:49.24,0 (3:49.24) | Жорді Льопарт Рібас · Іспанія                                               | 3:51.25,0 (3:51.25) | Євген Івченко · СРСР                                                | 3:56.32,0 (3:56.32) |
|                                          |                                                                                            |                     |                                                                             |                     |                                                                     |                     |
| Стрибки у висоту                         | Ґерд Вессіґ · НДР                                                                          | 2,36 WR             | Яцек Вшола · Польща                                                         | 2,31                | Йорґ Фраймут · НДР                                                  | 2,31                |
| Стрибки з жердиною                       | Владислав Козакевич · Польща                                                               | 5,78                | Костянтин Волков · СРСР Тадеуш Слюсарський · Польща                         | 5,65                | не вручалась                                                        |                     |
| Стрибки у довжину                        | Лутц Домбровські · НДР                                                                     | 8,54 (0,85 м/с)     | Франк Пашек · НДР                                                           | 8,21 (-0,05 м/с)    | Валерій Підлужний · СРСР                                            | 8,18 (1,20 м/с)     |
| Потрійний стрибок                        | Яак Уудмяе · СРСР                                                                          | 17,35 (-0,26 м/с)   | Віктор Санєєв · СРСР                                                        | 17,24 (-1,24 м/с)   | Жуан Карлуш ді Олівейра · Бразилія                                  | 17,22 (1,91 м/с)    |
| Штовхання ядра                           | Володимир Кисельов · СРСР                                                                  | 21,35               | Олександр Баришников · СРСР                                                 | 21,08               | Удо Баєр · НДР                                                      | 21,06               |
| Метання диска                            | Віктор Ращупкін · СРСР                                                                     | 66,64               | Імріх Бугар · Чехословаччина                                                | 66,38               | Луїс Деліс · Куба                                                   | 66,32               |
| Метання молота                           | Юрій Сєдих · СРСР                                                                          | 81,80 WR            | Сергій Литвинов · СРСР                                                      | 80,64               | Юрій Тамм · СРСР                                                    | 78,96               |
| Метання списа                            | Дайніс Кула · СРСР                                                                         | 91,20               | Олександр Макаров · СРСР                                                    | 89,64               | Вольфганг Ганіш · НДР                                               | 86,72               |
|                                          |                                                                                            |                     |                                                                             |                     |                                                                     |                     |
| Десятиборство                            | Дейлі Томпсон · Велика Британія                                                            | 8495                | Юрій Куценко · СРСР                                                         | 8331                | Сергій Желанов · СРСР                                               | 8315                |

### Жінки
| Дисципліни                               | Золото | Золото              | Срібло                                                             | Срібло           | Бронза                                                                         | Бронза           |
| ---------------------------------------- | --- | ------------------- | ------------------------------------------------------------------ | ---------------- | ------------------------------------------------------------------------------ | ---------------- |
| 100 метрів (вітер: 0,99 м/с)             | Людмила Кондратьєва · СРСР                                                                                      | 11,06               | Марліс Ґер · НДР                                                   | 11,07            | Інґрід Ауерсвальд · НДР                                                        | 11,14            |
| 200 метрів (вітер: 1,46 м/с)             | Бербель Веккель · НДР                                                                                           | 22,03 OR            | Наталія Бочина · СРСР                                              | 22,19 NR         | Мерлін Отті · Ямайка                                                           | 22,20            |
| 400 метрів                               | Маріта Кох · НДР                                                                                                | 48,88 OR            | Ярміла Кратохвілова · Чехословаччина                               | 49,46            | Крістіна Латан · НДР                                                           | 49,66            |
| 800 метрів                               | Надія Олізаренко · СРСР                                                                                         | 1.53,5 WR (1.53,43) | Ольга Мінєєва · СРСР                                               | 1.54,9 (1.54,81) | Тетяна Провідохіна · СРСР                                                      | 1.55,5 (1.55,46) |
| 1500 метрів                              | Тетяна Казанкіна · СРСР                                                                                         | 3.56,6 OR (3.56,56) | Крістіане Вартенберг · НДР                                         | 3.57,8 (3.57,71) | Надія Олізаренко · СРСР                                                        | 3.59,6 (3.59,52) |
| 100 метрів з бар'єрами (вітер: 0,91 м/с) | Віра Комісова · СРСР                                                                                            | 12,56 OR            | Йоганна Клієр · НДР                                                | 12,63            | Люцина Лянґер · Польща                                                         | 12,65            |
| 4×100 метрів                             | НДР Ромі Мюллер Бербель Веккель Інґрід Ауерсвальд Марліс Ґер                                                    | 41,60 WR            | СРСР Віра Комісова Людмила Маслакова Віра Анісімова Наталія Бочина | 42,10            | Велика Британія Гезер Гант Кейті Смоллвуд Беверлі Годдард Соня Ланнаман        | 42,43            |
| 4×400 метрів                             | СРСР Тетяна Пророченко Тетяна Гойщик Ніна Зюськова Ірина Назарова Людмила Чернова (забіг) Ольга Мінєєва (забіг) | 3.20,2 (3.20,12)    | НДР Ґабріеле Леве Барбара Круґ Крістіна Латан Маріта Кох           | 3.20,4 (3.20,35) | Велика Британія Лінсі Мак-Дональд Мішель Пробер Джослін Гойт-Сміт Донна Гартлі | 3.27,5 (3.27,74) |
|                                          | |                     |                                                                    |                  |                                                                                |                  |
| Стрибки у висоту                         | Сара Сімеоні · Італія                                                                                           | 1,97                | Уршуля Келян · Польща                                              | 1,94             | Ютта Кірст · НДР                                                               | 1,94             |
| Стрибки у довжину                        | Тетяна Колпакова · СРСР                                                                                         | 7,06 (0,41 м/с)     | Бріґітте Вуяк · НДР                                                | 7,04 (0,48 м/с)  | Тетяна Скачко · СРСР                                                           | 7,01 (-0,41 м/с) |
| Штовхання ядра                           | Ілона Слюп'янек · НДР                                                                                           | 22,41 OR            | Світлана Крачевська · СРСР                                         | 21,42            | Марґітта Пуфе · НДР                                                            | 21,20            |
| Метання диска                            | Евелін Яль · НДР                                                                                                | 69,96               | Марія Петкова · Болгарія                                           | 67,90            | Тетяна Лісова · СРСР                                                           | 67,40            |
| Метання списа                            | Марія Колон · Куба                                                                                              | 68,40               | Саїда Гунба · СРСР                                                 | 67,76            | Уте Гоммола · НДР                                                              | 66,56            |
|                                          | |                     |                                                                    |                  |                                                                                |                  |
| П'ятиборство                             | Надія Ткаченко · СРСР                                                                                           | 5083 WR             | Ольга Рукавишнікова · СРСР                                         | 4937             | Ольга Курагіна · СРСР                                                          | 4875             |

## Медальний залік
| Місце | Країна          | Золото | Срібло | Бронза | Загалом |
| ----- | --------------- | ------ | ------ | ------ | ------- |
| 1     | СРСР            | 15     | 14     | 12     | 41      |
| 2     | НДР             | 11     | 8      | 10     | 29      |
| 3     | Велика Британія | 4      | 2      | 4      | 10      |
| 4     | Італія          | 3      | 0      | 1      | 4       |
| 5     | Польща          | 2      | 4      | 1      | 7       |
| 6     | Ефіопія         | 2      | 0      | 2      | 4       |
| 7     | Куба            | 1      | 2      | 1      | 4       |
| 8     | Чехословаччина  | 0      | 2      | 0      | 2       |
| 8     | Танзанія        | 0      | 2      | 0      | 2       |
| 10    | Болгарія        | 0      | 1      | 1      | 2       |
| 10    | Фінляндія       | 0      | 1      | 1      | 2       |
| 12    | Австралія       | 0      | 1      | 0      | 1       |
| 12    | Нідерланди      | 0      | 1      | 0      | 1       |
| 12    | Іспанія         | 0      | 1      | 0      | 1       |
| 15    | Ямайка          | 0      | 0      | 2      | 2       |
| 16    | Бразилія        | 0      | 0      | 1      | 1       |
| 16    | Франція         | 0      | 0      | 1      | 1       |